# Чаоху
Чаоху́ (кит. упр. 巢湖, пиньинь Cháohú) — городской уезд городского округа Хэфэй провинции Аньхой (КНР).

## История
Когда в первом в истории Китая централизованном государстве — империи Цинь — было введено деление на уезды, то на южном берегу озера Чаоху был создан уезд Цзюйчао (居巢县).
В последующие века административное устройство этих земель не раз менялось. Во времена империи Тан в 624 году уезды Кайчэн (开城县) и Фуян (扶阳县) были объединены в уезд Чаосянь (巢县), просуществовавший до XX века.
В 1949 году был образован Специальный район Чаоху (巢湖专区), и уезд вошёл в его состав. В 1952 году Специальный район Чаоху был расформирован, а входившие в его состав административные единицы были переданы в состав Специального района Уху (芜湖专区). В 1958 году уезд перешёл под юрисдикцию властей Хэфэя, но в 1961 году вернулся в состав Специального района Уху.
В 1965 году был вновь создан Специальный район Чаоху, и уезд опять вошёл в его состав. В 1971 году Специальный район Чаоху был переименован в Округ Чаоху (巢湖地区).
В 1983 году уезд Чаосянь был преобразован в городской уезд Чаоху
В 1999 году был расформирован Округ Чаоху, и образован городской округ Чаоху; бывший городской уезд Чаоху стал районом Цзюйчао (居巢区) в его составе.
В 2011 году городской округ Чаоху был расформирован; район Цзюйчао был вновь преобразован в городской уезд Чаоху и перешёл под юрисдикцию властей Хэфэя.

## География
На границе городского уезда Чаоху находится озеро Чаоху — одно из пяти крупнейших пресноводных озёр Китая.

## Административно-территориальное деление
Городской уезд Чаоху делится на делится на 6 уличных комитетов, 11 посёлков и 1 волость.